# Kerk van Svaneke
De Kerk van Svaneke (Deens: Svaneke Kirke) is een luthers kerkgebouw in de Deense plaats Svaneke op het eiland Bornholm. De kerk staat bij de haven op een hoogte van 18 meter op de plaats waar ooit een kleine kapel stond. De kerk werd in de loop der tijd vergroot; toren en spits werden in 1789 voltooid.

## Geschiedenis en beschrijving
In 1881 werd vrijwel de hele kerk herbouwd door de architect Mathias Bidstrup, met uitzondering van de toren, de westelijke gevel en een deel van de zuidelijke gotiek muur. De noordelijke en oostelijke muren werden gesloopt en het kerkschip werd naar het oosten verlengd, waar de nieuwbouw werd afgesloten door een apsis.
Van de reeds in 1837 gesloopte voorhal zijn nog sporen te vinden. De toren werd net als het oudere muurwerk van graniet gebouwd en dateert waarschijnlijk uit de 16e eeuw. De nieuwbouw uit 1881 werd van baksteen opgetrokken. De achthoekige spits stamt uit 1789 en moest in 1905 worden hersteld na een blikseminslag. Op de spits bevindt een windwijzer in de vorm van een zwaan: de vogel in het wapen van Svaneke en eveneens het symbool van de lutherse kerk.

## Interieur
De kerk biedt plaats aan 300 gelovigen. De preekstoel in de barokke stijl is van 1683. Het huidige orgel met 11 registers, verdeeld over 2 manualen en pedaal, werd in 1955 geplaatst door de orgelbouwer Th. Frobenius & Co. Het houten altaar werd geplaatst na de verbouwing van 1881; het altaarschilderij werd geschilderd door Deense kunstenaar Anton Dorph. De oude kroonluchter werd in 1673 aan de kerk geschonken. Het votiefschip Svanen is van 1918.
In de toren hebben waarschijnlijk altijd al klokken gehangen. De oudste werd omgegoten in 1701 en de grootste in 1913.

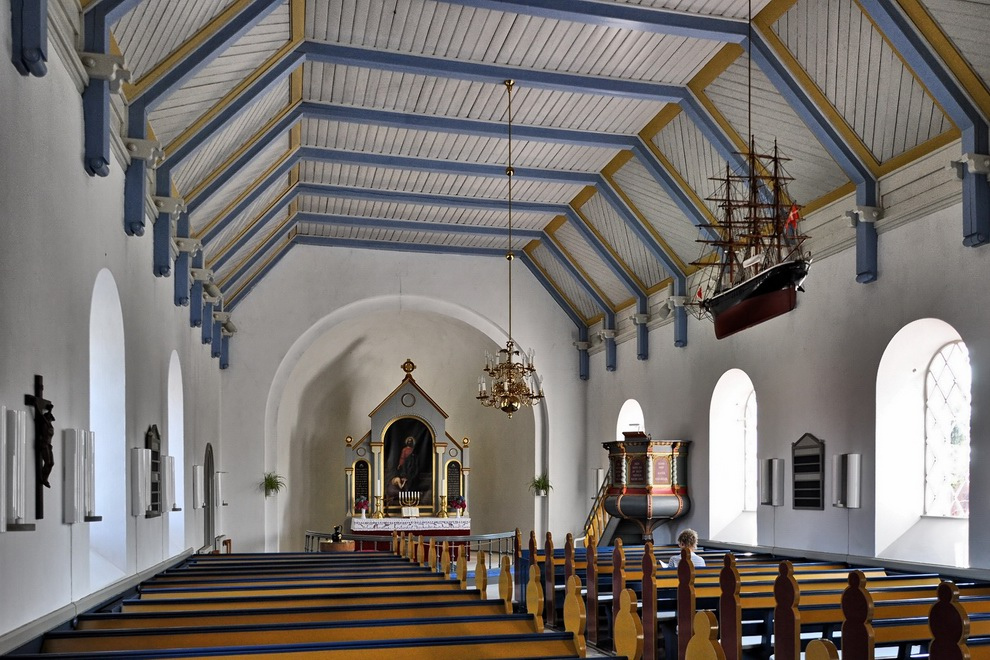
Interieur
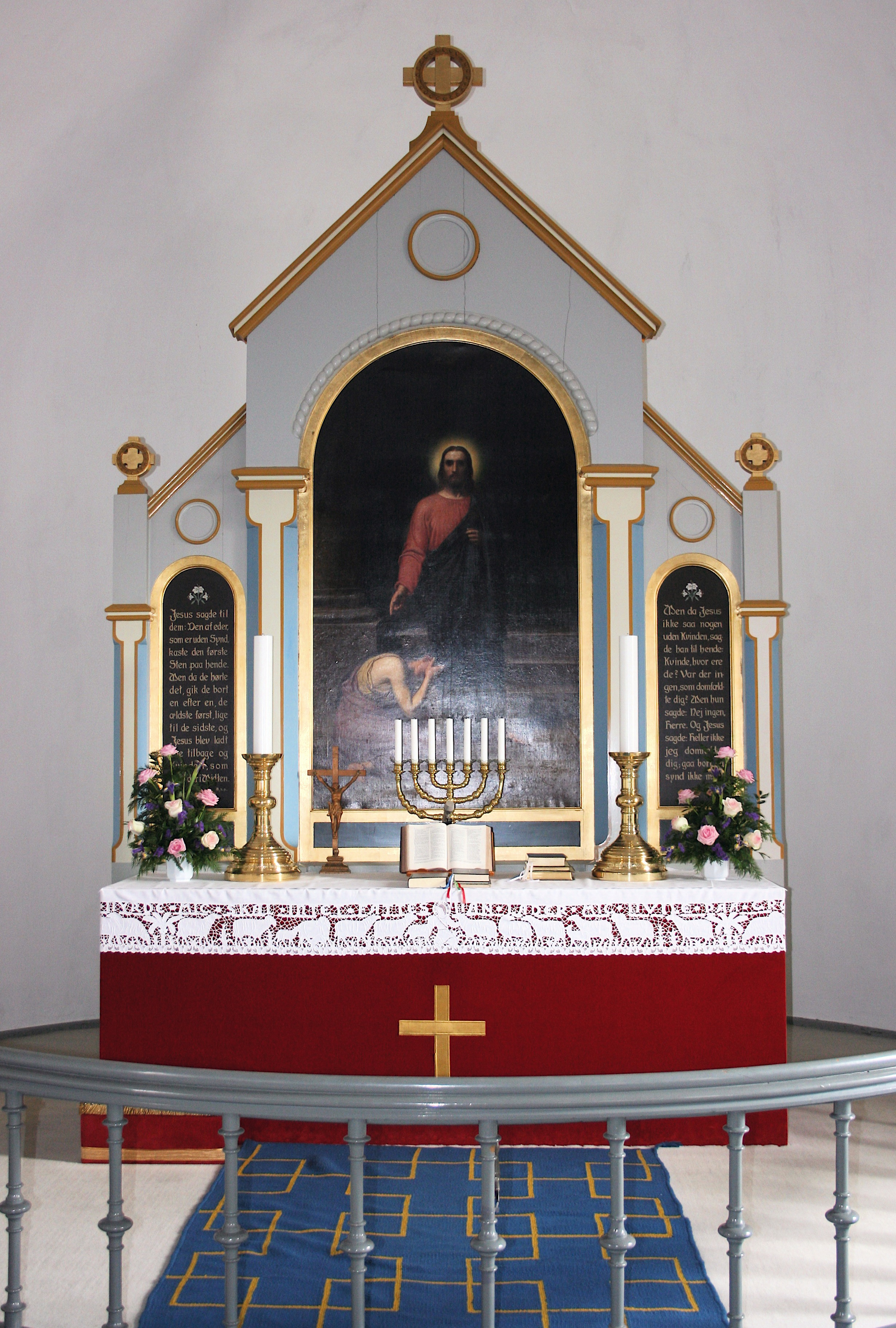
Altaar
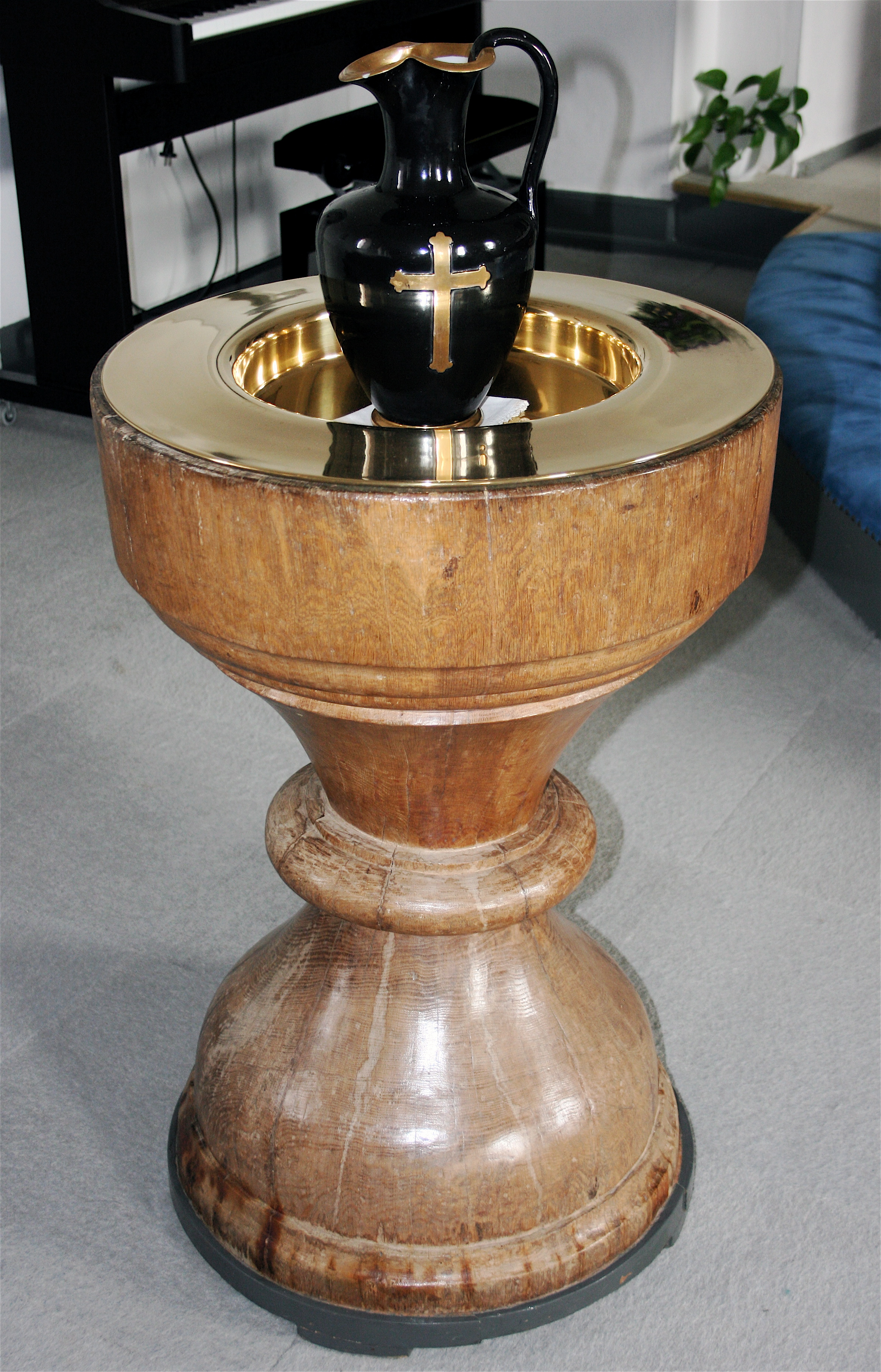
Doopvont
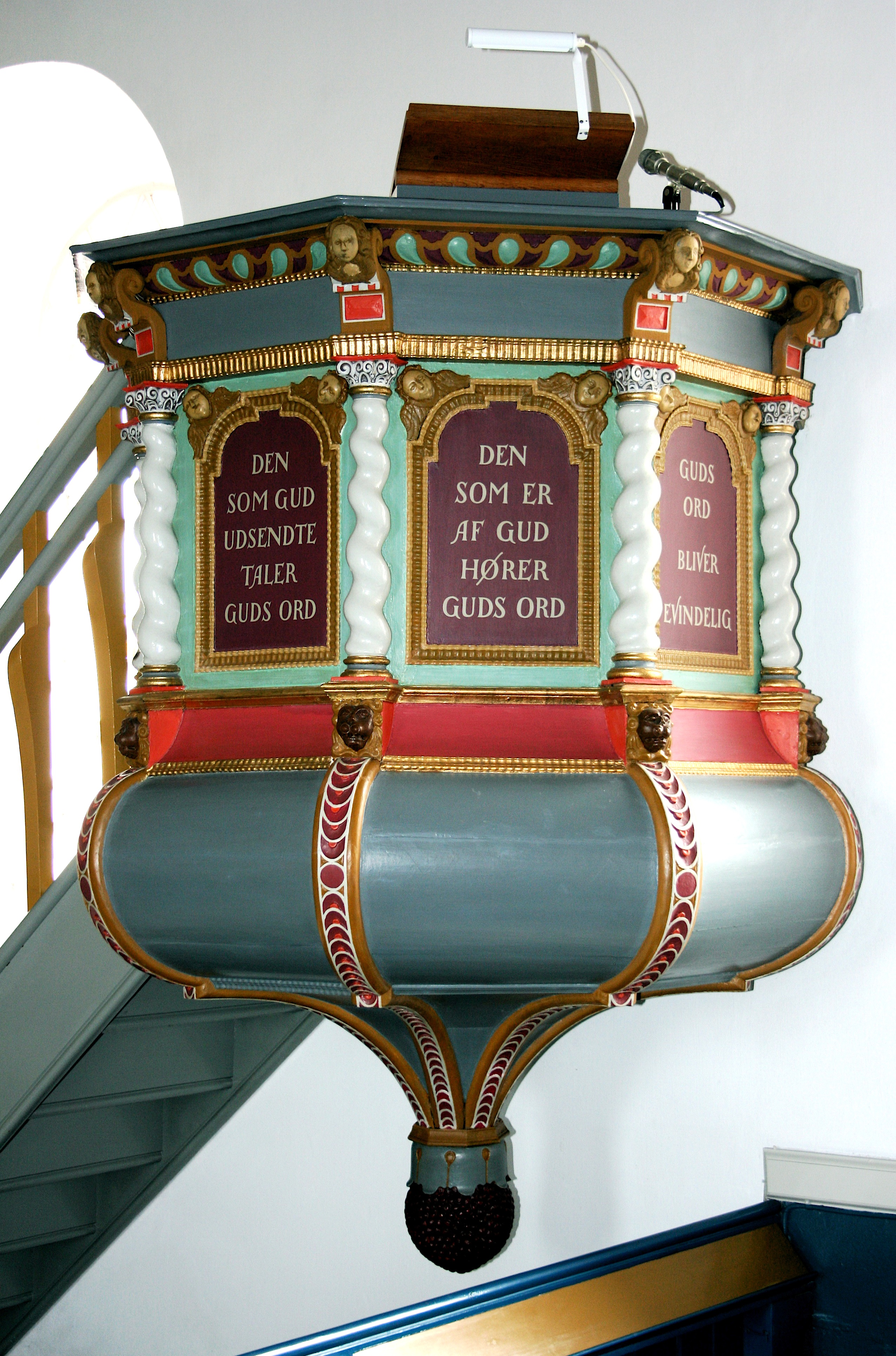
Preekstoel
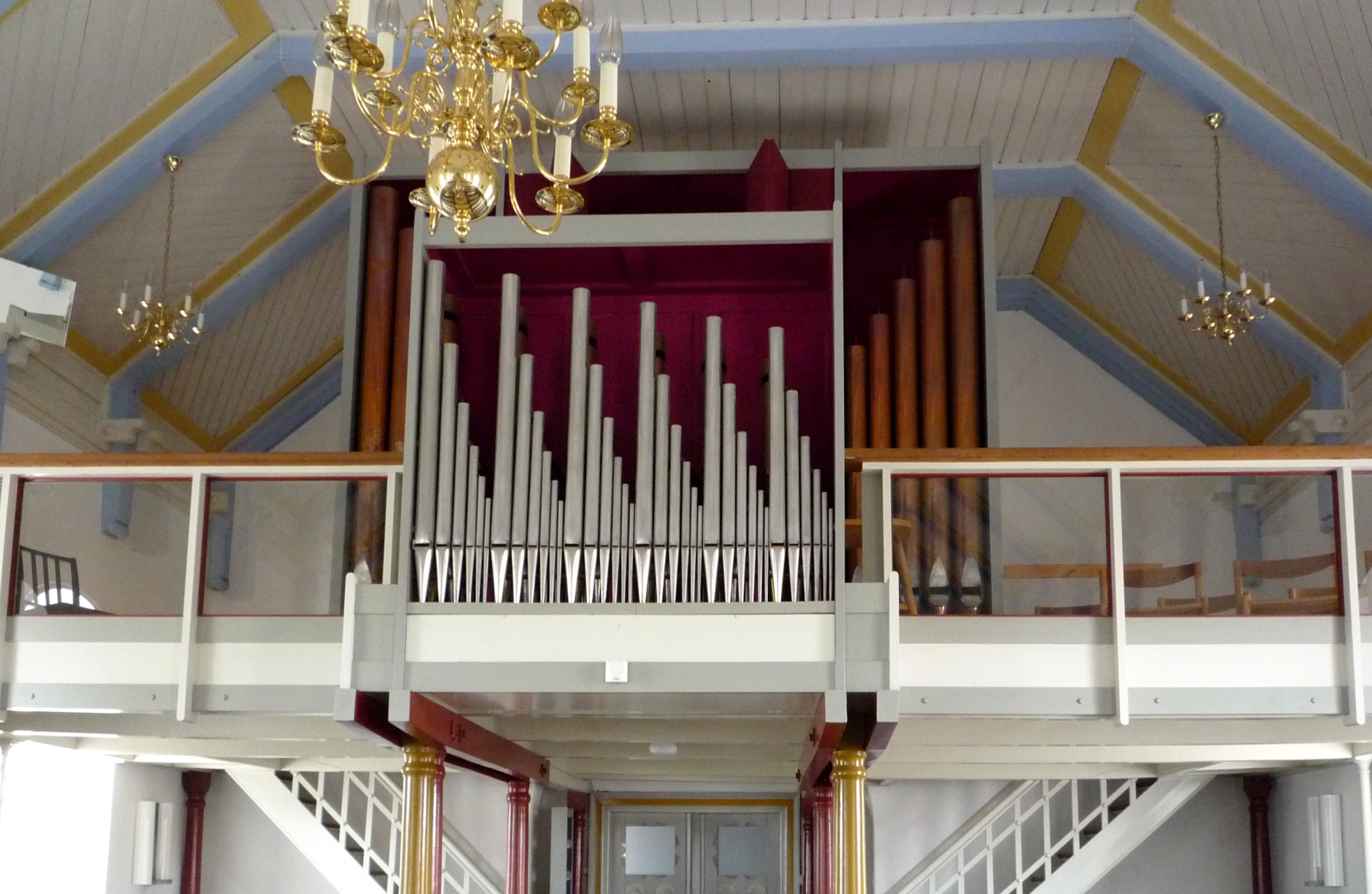
Orgel